# جون توماس هويل
جون توماس هويل (بالإنجليزية: John Thomas Howell)‏ هو عالم نبات أمريكي، ولد في 6 نوفمبر 1903 في ميرسيد في الولايات المتحدة، وتوفي في 7 مايو 1994.